# Zurvanism
Zurvanismul (sau zervanismul) a fost o concepție filosofică din religia Iranului arhaic.

## Istoric
Din cultul timpuriu al zeului Zurvan Akarana s-a format, sub Ahemenizi (sec. VI-IV î.Hr.), o religie a cărei dezvoltare a fost curmată de ascensiunea zoroastrismului. Inclus totuși în Avesta ca element secundar, cultul zurvanic își continuă existența în cuprinsul zoroastrismului ca un element aparte.

## Doctrina
Zurvanismul socotea că lumea s-a născut din substanța primordială a timpului, (Zurvan). 
Zurvanismul consideră că în starea primordială a universului nu exista decât timpul infinit, lumea nefiind decât o stare potențială: prima ei mișcare a produs, din Zurvan, cele două principii contrare, care o vor guverna: binele (Ahura Mazda) și răul (Angra Mainyu), aici rezidând și caracterul fatalist al concepției, bazată pe ideea de predestinare (tot ce sa va mai petrece vreodată a și fost stabilit dintru început de Timp - Zurvan), în contradicție fățișă cu ideea liberului arbitru uman, predicată de zoroastrism.
În zurvanism funcția de bază a timpului este continuitatea lui; timpul este substanța activă care dă capacitate de acțiune materiei.
Teologia avestică târzie divizează însă timpul în 2 noțiuni: timpul infinit (eternitatea esenței) și timpul limitat (un continuum al lumii, întrucât lumea a fost creată și va avea un sfârșit).